# Долинська міська рада (Івано-Франківська область)
Доли́нська міська́ ра́да — адміністративно-територіальна одиниця та орган місцевого самоврядування в Долинському районі Івано-Франківської області. Адміністративний центр — місто Долина.

## Загальні відомості
- Територія ради: 27 км²
- Населення ради:20775 осіб (станом на 01.01.2016 року ).
- Територією ради протікають річки Тур'янка, Саджава, Сівка

## Населені пункти
Міській раді підпорядковані населені пункти:
- м. Долина

## Склад ради
Рада складається з 34 депутатів та голови.
- Голова ради: Дирів Іван Ярославович[2]
- Секретар ради: Гошилик Віктор Іванович[3]

### Керівний склад попередніх скликань
| Прізвище, ім'я, по батькові | Основні відомості                                               | Дата обрання | Дата звільнення |
| --------------------------- | --------------------------------------------------------------- | ------------ | --------------- |
| Гаразд Володимир Степанович | Міський голова, 1966 року народження, освіта вища               | 26.03.2006   |                 |
| Гаразд Володимир Степанович | Міський голова, 1966 року народження, освіта вища, безпартійний | 25.10.2015   |                 |

Примітка: таблиця складена за даними сайту Верховної Ради України

### Депутати
За результатами  місцевих виборів 2015 року 
| Прізвище,ім’я по батькові обраного депутата | Рік народ- ження | Освіта             | Партійність                 | Посада                                  | Місце роботи (заняття)                                    | Назва місцевої організації політичної партії, від якої обраного депутата |
| 1                                           | 2                | 3                  | 4                           | 5                                       | 6                                                         | 8                                                                        |
| Михнич Роман Володимирович                  | 1980             | вища               | ВО «Батьківщина»            | начальник відділу економіки             | Долинська міська рада                                     | РО партії«ВО»Батьківщина»                                                |
| Кондрин Іван Михайлович                     | 1963             | вища               | ВО «Батьківщина»            | директор БК                             | районний відділ культури                                  | РО партії«ВО»Батьківщина»                                                |
| Копчак Віталій Олегович                     | 1981             | вища               | позапарт.                   | інженер                                 | ЦТТ НГВУ                                                  | РО партії«ВО»Батьківщина»                                                |
| Бондаренко Іванна Георгіївна                | 1968             | вища               | позапарт.                   | консультант суду                        | Долинський районний суд                                   | РО партії«ВО»Батьківщина»                                                |
| Жовнір Ігор Михайлович                      | 1958             | вища               | ВО «Батьківщина             | заступник міського голови               | Долинська міська рада                                     | РО партії«ВО»Батьківщина»                                                |
| Гошилик Віктор Іванович                     | 1965             | вища               | позапарт.                   | секретар ради                           | Долинська міська рада                                     | МО «Українська республіканська партія»                                   |
| 1                                           | 2                | 3                  | 4                           | 5                                       | 6                                                         | 8                                                                        |
| Гаразд Мирослав Степанович                  | 1959             | вища               | позапарт.                   | вчитель                                 | Долинський природничо-математичнийліцей                   | МО «Українська республіканська партія»                                   |
| Русин Андрій Петрович                       | 1976             | вища               | позапарт.                   | начальникпланово-економічного відділу   | ПАТ»Укрспецтрансгаз»                                      | МО «Українська республіканська партія»                                   |
| Бойків Володимир Тарасович                  | 1965             | вища               | позапарт.                   | майстер                                 | КП «Комунгосп»                                            | МО «Українська республіканська партія»                                   |
| Маївський Андрій Степанович                 | 1976             | вища               | УРП                         | директор                                | КП «Долинські ринки» Долинської міської ради              | МО «Українська республіканська партія»                                   |
| Громиш Віктор Васильович                    | 1972             | вища               | позапарт.                   | перший заступник голови                 | Долинська райдержадміністрація                            | «БлокПетра Порошенка «Солідарність»                                      |
| Тернавський Віктор Володимирович            | 1973             | вища               | позапарт.                   | директор                                | ТзОВ «Артранс»                                            | «БлокПетра Порошенка «Солідарність»                                      |
| Паламар Степан Ярославович                  | 1966             | середньоспеціальна | Партія Блок Петра Порошенка | –                                       | приватний підприємець                                     | «БлокПетра Порошенка «Солідарність»                                      |
| Троян Олександр Володимирович               | 1990             | вища               | позапарт.                   | юрист                                   | приватний підприємець Погонич А.В.                        | «БлокПетра Порошенка «Солідарність»                                      |
| Федай Михайло Андрійович                    | 1989             | студент            | позапарт.                   | керівник                                | «Долина активна»                                          | РВ конгресу Українських націоналістів                                    |
| Сенько Ярослав Романович                    | 1974             | середня            | позапарт.                   | слюсар                                  | НГВУ «Долинанафтогаз»                                     | РВ конгресу Українських націоналістів                                    |
| 1                                           | 2                | 3                  | 4                           | 5                                       | 6                                                         | 8                                                                        |
| Най ВолодимирЗіновійович                    | 1980             | вища               | позапарт.                   | мобіліз.                                | мобілізований до ЗАО ЗСУ                                  | РОПП українське об’єдн. «УКРОП»                                          |
| Мостовий Володимир Михайл.                  | 1973             | вища               | УРП «УКРОП»                 | начальникУЕД                            | НГВУ «Долинанафтогаз»                                     | РОПП українське об’єдн. «УКРОП»                                          |
| Галюк Лілія Василівна                       | 1981             | вища               | позапарт.                   | культ.орг.                              | Долинський районний будинок дитячої та юнацької творчості | РПО партії «Воля»                                                        |
| Мостовий Ярослав Михайлович                 | 1974             | вища               | позапарт.                   | спеціаліст                              | Долинська міська рада                                     | РПО партії «Воля»                                                        |
| Шафранська Тетяна Богданівна                | 1964             | вища               | позапарт.                   | заступник начальника відділення зв’язку | Центр поштового зв’язку №2 “Укрпошта”                     | РОПП «Об’єднання Самопоміч”                                              |
| Сопуляк Ольга Юріївна                       | 1966             | вища               | позапарт.                   | бухгалтер                               | Упр.освіти РДА                                            | РОПП «Об’єднання Самопоміч”                                              |
| Мазуркевич Дмитро Ярославович               | 1975             | вища               | ВО «Свобода»                | комірник                                | Прикарпатське УБР                                         | РОВО «Свобода»                                                           |
| Черіль Оксана Олексіївна                    | 1968             | вища               | позапарт.                   | –                                       | тимчасово не працює                                       | РОВО «Свобода»                                                           |
| Копистянський Сергій Володимирович          | 1971             | неповна вища       | «Автомайдан»                | –                                       | приватний підприємець                                     | ОПП «Авто-Майдан»                                                        |
| Сич Руслан Степанович                       | 1966             | Середня            | позаппарт.                  | –                                       | приватний підприємець                                     | ОПП «Авто-Майдан»                                                        |

РОЗПОДІЛ ТА ЗАКРІПЛЕННЯ
депутатів міської ради за округами
| № ТВО | Прізвище, ім’я по батькові депутата | Місце роботи, посада                                                        | Опис меж |
| 1     | 2                                   | 3                                                                           | 4 |
| 1     | Бойків Володимир Тарасович          | КП «Комунгосп», майстер                                                     | вул. Хмельницького: 129-197, вул. Л.Українки, вул. Яворівська, вул. Технічна, вул.8 Березня, вул. Кармелюка, вул. Підлівче |
| 2     | Тернавський Віктор Володимирович    | ТзОВ «Артранс», директор                                                    | м.Долина – вул. Хмельницького: 13, 17, 19, 21А, майдан Січових Стрільців |
| 3     | Сенько Ярослав Романович            | НГВУ «Долинанафтогаз», слюсар                                               | вул. Хмельницького: 4, 6, 12, 12А, 12Б, 14, 15, 16, 18, 20, 22 - 128, вул. Тупікова, вул. Промислова, вул. Нафтовиків, вул. Бойківська, вул. Брочківська |
| 4     | Мостовий Володимир Михайлович       | НГВУ «Долинанафтогаз», начальник УЕД                                        | вул. Обліски 1–7, вул. Верховинця, вул. Вітовського, вул. Заозерна, вул. Мазурика, вул. Шевченка, вул. Привокзальна, вул. Поповича |
| 5     | Михнич Роман Володимирович          | Долинська міська рада, начальник відділу економіки                          | вул. Грушевського: 1, 1А, 1Б, 3, 3А, 3Б, 5, 9, 14, 16А, 18А, 18Б, 20 |
| 6     | Най Володимир Зіновійович           | мобілізований ЗСУ                                                           | вул. Грушевського: 2,6,8,10,14А, вул. Пушкіна: 1, 3, 4, 4А, 5, 6, 7, 8, 9, 10 |
| 7     | Паламар Степан Ярославович          | приватний підприємець                                                       | вул. Обліски 8-17,19,21,23, 25,27,29, 31, 35, 37, 39, 41-63, вул. Пушкіна 2, 2 А, вул. Довбуша |
| 1     | 2                                   | 3                                                                           | 4 |
| 8     | Мостовий Ярослав Михайлович         | Долинська міська рада, спеціаліст відділу інспекції                         | вул. Грушевського: 26, 26А, 26В, 28А, вул. С.Бандери, 3 |
| 9     | Русин Андрій Петрович               | ПАТ»Укрспецтрансгаз», начальник планово-економічного відділу                | проспект Незалежності, 12, 14, 16, 18 |
| 10    | Черіль Оксана Олексіївна            | тимчасово не працює                                                         | проспект Незалежності,10, вул. Грушевського: 28, 30, 32 |
| 11    | Галюк Лілія Василівна               | Долинський районний будинок дитячої та юнацької творчості, культорганізатор | проспект Незалежності: 15,17,19 |
| 12    | Шафранська Тетяна Богданівна        | Центр поштового зв’язку №2 "Укрпошта",начальник відділення                  | вул. С.Бандери 7, 9, вул. Чорновола 2, 4 |
| 13    | Гошилик Віктор Іванович             | Долинська міська рада, секретар ради                                        | проспект Незалежності, 23,25,27, вул. С.Бандери, 14, вул. Котляревського, вул. Яворницького, вул. Чернишевського (Полюляка) |
| 14    | Маївський Андрій Степанович         | КП «Долинські ринки» Долинської міської ради, директор ринку                | проспект Незалежності 7,13, вул. С.Бандери, 5 |
| 15    | Сопуляк Ольга Юріївна               | Управління освіти РДА, бухгалтер                                            | вул. Обліски: 18, 18А, 20, 20А, 22, 24А, 24В, 26, 30, 65, 67, 69, 71, 73, 75, 77, 79, 81, 83, 85, 87, 89, 91, 93, 95, 97, 99, 101, 103, 105, 107, 109, 111 |
| 1     | 2                                   | 3                                                                           | 4 |
| 16    | Громиш Віктор Васильович            | Долинська райдержадміністрація, перший заступник голови                     | вул. Обліски, 20Б, 22А, 24, вул. Чорновола, 12 |
| 17    | Копчак Віталій Олегович             | ЦТТ НГВУ, інженер                                                           | вул. Чорновола, 6,10 |
| 18    | Федай Михайло Андрійович            | студент                                                                     | вул. Грушевського, 15, 17, 19, 21, 23, вул. Обліски 24Б, проспект Незалежності, 8 |
| 19    | Копистянський Сергій Володимирович  | приватний підприємець                                                       | проспект Незалежності 2,4,8А |
| 20    | Ленгевич Андрій Васильович          | тимчасово безробітний                                                       | вул. Обліски: 38, 76, 78, 80, 82, 84, 86, 88, 90, 115А, 115Б, 115В, 115Г, 117А, 117Б, 117Г, 117Д; вул. Чорновола,18 |
| 21    | Мазуркевич Дмитро Ярославович       | Прикарпатське УБР, комірник                                                 | вул. Чорновола, 14,16, вул. Молодіжна, 4, 6, 8, 10 |
| 22    | Троян Олександр Володимирович       | приватний підприємець                                                       | вул. Обліски, 34,40 |
| 23    | Сич Руслан Степанович               | приватний підприємець                                                       | вул. Садова, вул. Смерекова, вул. Дерлиці, вул. Західна, вул. Красінського, вул. Івасюка, вул. Міцкевича, вул. Лаврищева, вул. Р.Шухевича |
| 24    | Кондрин Іван Михайлович             | районний відділ культури директор Народного Дому                            | вул. Антоновича, вул. Винниченка, вул. Замкова, вул. П.Мирного, вул. Південна, вул. Лопатинського, вул. Томашівського, вул. Затишна, вул. О.Грицей, вул. Пачовського, вул. Медична |
| 1     | 2                                   | 3                                                                           | 4 |
| 25    | Бондаренко Іванна Георгіївна        | Долинський районний суд, консультант суду                                   | м.Долина – вул. Шептицького, вул. Зелена, вул. Нова, вул. Миру,вул. Пилипченка, вул. Космонавтів, вул. Оболонська |
| 26    | Гаразд Мирослав Степанович          | Долинський природничо-математичний ліцей, вчитель                           | вул. Сумська, вул. І.Франка, вул. Д. Галицького, вул. Дністровська, вул. В.Стуса, вул. Коновальця, вул. Терешкової (Омеляна Коваля), вул. Крушельницької, вул. Чайковського, вул. Чкалова (Шептицького), вул. Левинського, вул. П.Орлика, вул. Будівельників, вул. Рошкевич, вул. Стефаника, вул. Устияновича |